# Hagtornbärvecklare
Hagtornbärvecklare (Cydia janthinana) är en fjärilsart som först beskrevs av Philogène Auguste Joseph Duponchel 1835.  Hagtornbärvecklare ingår i släktet Cydia, och familjen vecklare. Arten är reproducerande i Sverige.